# Prakash Mallavarapu
Prakash Mallavarapu (ur. 29 stycznia 1949 w Jadi-Jamalpur) – indyjski duchowny katolicki, arcybiskup Wisakhapatnam w latach 2012–2024.

## Życiorys
Święcenia kapłańskie otrzymał 11 października 1979.

## Episkopat
22 maja 1998 papież Jan Paweł II mianował go biskupem diecezji Cuddapah. Sakry biskupiej udzielił mu 22 lipca 1998 ówczesny arcybiskup Hyderabadu - Saminini Arulappa.
26 lipca 2002 został mianowany ordynariuszem diecezji Vijayawada. W latach 2005-2011 był sekretarzem generalnym Konferencji Biskupów Łacińskich Indii.
3 lipca 2012 papież Benedykt XVI mianował go arcybiskupem metropolitą Wisakhapatnam.
17 lutego 2024 papież Franciszek przyjął jego rezygnację z pełnionej funkcji.